# Lijst van acteurs en actrices in Laat maar zitten
Hieronder volgt een lijst van acteurs en actrices die meespeelden in de televisieserie Laat maar zitten.

## A
- Ingeborg Ansing - non (afl. 38)
- Bert Apeldoorn - Willie de Loep (afl. 36)
- René van Asten - Pijlewerper  (afl. 21)

## B
- Het Baarns Mannenkoor - koor (afl. 18 en 19)
- Louisa Beage - zangeresje (afl. 54)
- Tom van Beek - officier van justitie (afl. 11), Advocaat de Kruijff (afl. 34)
- Pauline van Bennekom - Cynthia  (afl. 35)
- IJf Blokker - Holst (11 afleveringen)
- Jon Bluming - Joeks (6 afleveringen)
- Hein Boele - gevangenisdokter (afl. 47 en 62)
- Frans Boelen - tuinman (afl. 52)
- Hans Boskamp - Mario de Mol (afl. 58)
- Bertus Botterman - man (afl. 30)
- Arnie Breeveld - Bruce (41 afleveringen)
- Ellis van den Brink - Iris Tol-Klomp (afl. 28, 36, 45 en 49)
- Peter Broekaert - fotograaf  (afl. 31)

## C
- Rita Corita - Marian Faber  (afl. 7)

## D
- Josine van Dalsum - Sandra (afl. 18), Moeder Overste (afl. 38), directrice Sophia "Fiep" Schollevaar (21 afleveringen)
- Peter Douglas - bokstrainer Borrewijk  (afl. 14)
- Glenn Durfort - Sunny (afl. 4, 6 en 18)

## E
- Jan van Eijndthoven - Charles (afl. 62)
- Piet Ekel - Ome Daan  (afl. 38)

## F
- Greetje Falkenhagen - mevrouw Rosenboom (afl. 13 en 24)
- Rudi Falkenhagen - Miechels (61 afleveringen)
- Coen Flink - Jack de Noorman (7 afleveringen)
- Nelly Frijda - mevrouw de directrice, Mathilda (17 afleveringen)

## G
- Wim van der Gijn - Michael Molenkamp  (afl. 25)
- Theo van Gogh - Niek Veld  (afl. 63)
- Bruce Gray - McInneconneckie (afl. 44)
- Titus Tiel Groenestege - Maarten Bijl  (afl. 59)

## H
- Hugo Haenen - Alex Hoorn (afl. 30, 35 en 38)
- Haye van der Heijden - Wiebe Rosenboom (22 afleveringen)
- Brûni Heinke - Marie-Louise Hoenkamp (20 afleveringen)
- Carol van Herwijnen - Spoelstra (afl. 10)
- Jan ten Hoopen - Bas-Jan ten Teije (afl. 63)
- Thedious Hosley - Mike  (afl. 55)
- Ben Hulsman - barman (afl. 6)
- Klaas Hulst - Rogier de Wolf (afl. 6 en 8), Elmert van Koningsberge (afl. 37)

## J
- Astrid Joosten - zichzelf (afl. 38)

## K
- Piet Kamerman - Snoek (14 afleveringen)
- Joris van der Kamp - Van Dalen (afl. 26)
- Michiel Kerbosch - Everts (afl. 3 en 4), Edje Janssen (afl. 21)
- Jolanda Kleine - zangeresje (afl. 54)
- Louis Kockelmann - Govert Klinkhamer (afl. 40)
- Frans Kokshoorn - Tandarts Spanjaard (afl. 8), Van der Vloet (afl. 56)
- Herman Kortekaas - bewaarder Terlingen (afl. 51)
- Ellissigne Kraaijkamp - Ingrid Faber (afl. 7, 13, 24, 26 en 40)
- John Kraaykamp - Herman Onno Faber (35 afleveringen)
- Bianca Krijgsman - Zwarte Piet (afl. 35)

## L
- Lou Landré - Sjors Vinkenoog (afl. 45)
- Jacqueline de Lange - Zwarte Piet (afl. 35)
- Rolf Leenders - Ronnie "de Beuker" de Beukelaar (21 afleveringen)
- Hans Leendertse - Leendert (6 afleveringen)
- Lyda van Leersum - Cynthia (afl. 53)
- Luc Lutz - gevangenisdokter (afl. 18, 21 en 23)
- Pieter Lutz - Simon ten Bruggencate (59 afleveringen)

## M
- Sacco van der Made - de oude Taco (afl. 11, 12 en 20)
- Con Meijer - bewaarder Achterberg (afl. 3, 8 en 11)
- Henk Mey - Lange gevangene (afl. 29)
- Sylvia Millecam - Desirée  (afl. 7)
- Babette Mulder - zuster (afl. 18)
- Hero Muller - Johan de Kok (14 afleveringen)
- Danny de Munk - Oscar (afl. 36)

## P
- Niek Pancras - Peer Tol (51 afleveringen)
- Yan Tion Phoa - Vincent  (afl. 19)

## R
- Jerome Reehuis - burgemeester Voorbaak (afl. 62)
- Dick Rienstra - Kareltje (afl. 8)
- Bart Römer - koster (afl. 6)
- Piet Römer - pastoor (afl. 6), Beumer (afl. 64)
- Paul Röttger - Krukas (17 afleveringen)

## S
- Will van Selst - Tommy (afl. 6), Adriaan Pieter J.M. van Enschede (afl. 39)
- Ramses Shaffy - Ernst Rochel (14 afleveringen)
- Monique Smal - ex-vrouw van Joeks (afl. 34), Chantal van Egmond (afl. 61)
- Liz Snoyink - Sheila Vanderwall (afl. 33)
- Paul van Soest - Harry de Brede  (afl. 49)
- Maarten Spanjer - Erwin Uckels (35 afleveringen)
- Liesbeth Struppert - officier van justitie (afl. 11)

## U
- Henk van Ulsen - keuringsarts (afl. 2)

## V
- Ellemijn Veldhuyzen van Zanten - Kim de Kok (afl. 48 en 60)
- Daniële Vermeulen - zangeresje (afl. 54)
- Bram van der Vlugt - Rechter Stefanus Gerardus van Raamsdonk (afl. 15, 16 en 17)
- Loes Vos - Annemarie Snoek (afl. 7)

## W
- Rosanna van der Wagt - Iris Tol-Klomp  (afl. 7)
- Linda van Wijk - zangeresje (afl. 54)
- Anja Winter - interviewster Manon Beverdam (afl. 31)

## Z
- Dirk Zeelenberg - Job Miechels (afl. 23)